# Израильские железные дороги

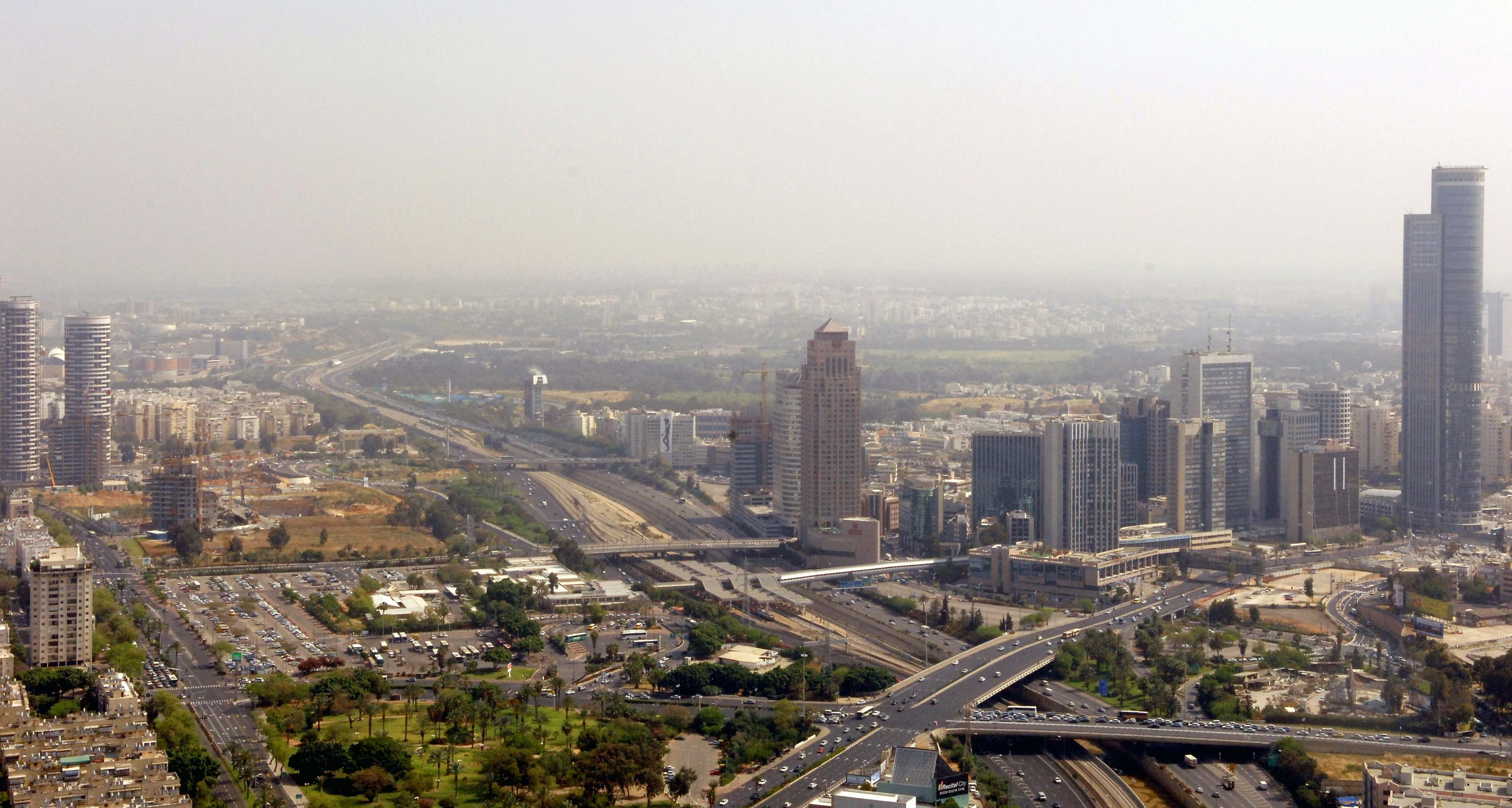
Вокзал Савидор-Центральный, Тель-Авив

Изра́ильские желе́зные доро́ги (ивр. רכבת ישראל‎, Раке́вет Исраэ́ль) — государственная и единственная компания-оператор, осуществляющая пассажирские и грузовые железнодорожные перевозки, она также ответственна за управление, планирование и поддержку железнодорожной инфраструктуры Израиля.
Железнодорожная сеть имеет протяжённость около 1138 км, на ней действуют 69 пассажирских станций. Помимо действующих и строящихся участков железнодорожной сети имеются протяжённые заброшенные и неиспользуемые участки. Используется стандартная колея 1435 мм.
Обслуживаются в основном густонаселённые районы средиземноморского побережья страны, Иерусалим, и некоторые города в глубине и на юге страны. Центром железнодорожной системы является Тель-Авив, крупнейший экономический центр страны, который обслуживается четырьмя станциями. Большинство пассажирских линий проходят через тель-авивские станции, функционирующие как транзитные пункты. На линиях используются как одноэтажные, так и двухэтажные вагоны, приводимые в движение локомотивами, а также дизель-поезда и электропоезда.
За последнее десятилетие Израильские железные дороги развиваются, главными проектами являются скоростная линия из Тель-Авива в Иерусалим и электрификация сети. В наследство от Британского мандата, и в отличие от автомобильного транспорта, Израильские железные дороги используют левостороннее движение.
В среднем компания перевозит 70 миллионов пассажиров в год.
Головной офис компании находится на железнодорожной станции г. Лод. Депо расположены в городах Хайфа, Лод, Беэр-Шева. Диспетчерский центр расположен на станции Хайфа-Хоф-а-Кармель.

## Линии

### Пассажирские линии
1. Нагария — Хайфа — Тель-Авив — Аэропорт Бен-Гурион — Модиин-Мерказ
2. Нагария — Хайфа — Тель-Авив — Лод — Кирьят-Гат — Беэр-Шева-Мерказ
3. Кармиэль — Хайфа — Тель-Авив — Лод — Кирьят-Гат — Беэр-Шева-Мерказ
4. Герцлия — Тель-Авив — Аэропорт Бен-Гурион — Иерусалим-Ицхак Навон
5. Атлит — Хайфа — Бейт-Шеан
6. Нетания — Тель-Авив — Лод — Бейт-Шемеш
7. Бейт-Шемеш — Иерусалим-Мальха (закрыта)
8. Хайфа — Кармиэль
9. Биньямина — Нетания — Тель-Авив — Лод — Реховот — Ашдод — Ашкелон — Сдерот — Нетивот — Офаким — Беэр-Шева-Мерказ
10. Лод — Ха-Ришоним (Ришон-ле-Цион)
11. Герцлия — Рош-ха-Аин-Цафон — Бней-Брак — Тель-Авив — Ришон-ле-Цион-Моше Даян — Ашдод — Ашкелон
12. Беэр-Шева-Цафон — Димона
13. Иерусалим-Ицхак Навон — Модиин-Мерказ[4]

| Направление                                | Частота поездов в будний день  |
| ------------------------------------------ | ------------------------------ |
| Ашкелон — Тель-Авив                        | 57                             |
| Биньямина — Тель-Авив                      | 133                            |
| Од Ха-Шарон — Тель-Авив                    | 80                             |
| Нагария/Хайфа — Тель-Авив                  | 89                             |
| Хайфа — Кирьят-Моцкин (только пригородные) | 28                             |
| Нетивот — Тель-Авив                        | 80                             |
| Бейт-Шемеш — Иерусалим Малха               | 30                             |
| Беэр-Шева — Тель-Авив                      | 48 (в том числе 14 экспрессов) |
| Беэр-Шева Цафон — Димона                   | 8                              |

### Грузовые перевозки
Грузовые поезда являются одним из важных средств транспортировки сыпучих грузов — полезных ископаемых в пустыне Негев и вдоль Мёртвого моря. Также осуществляются контейнерные перевозки.

### Статистика перевозок
По пассажирским маршрутам проходит около 448 поездов в день, перевозящих примерно 4 млн пассажиров в месяц.
Самыми загруженными направлениями в 2010 году являлись Хайфа — Тель-Авив и Ашкелон — Тель-Авив.

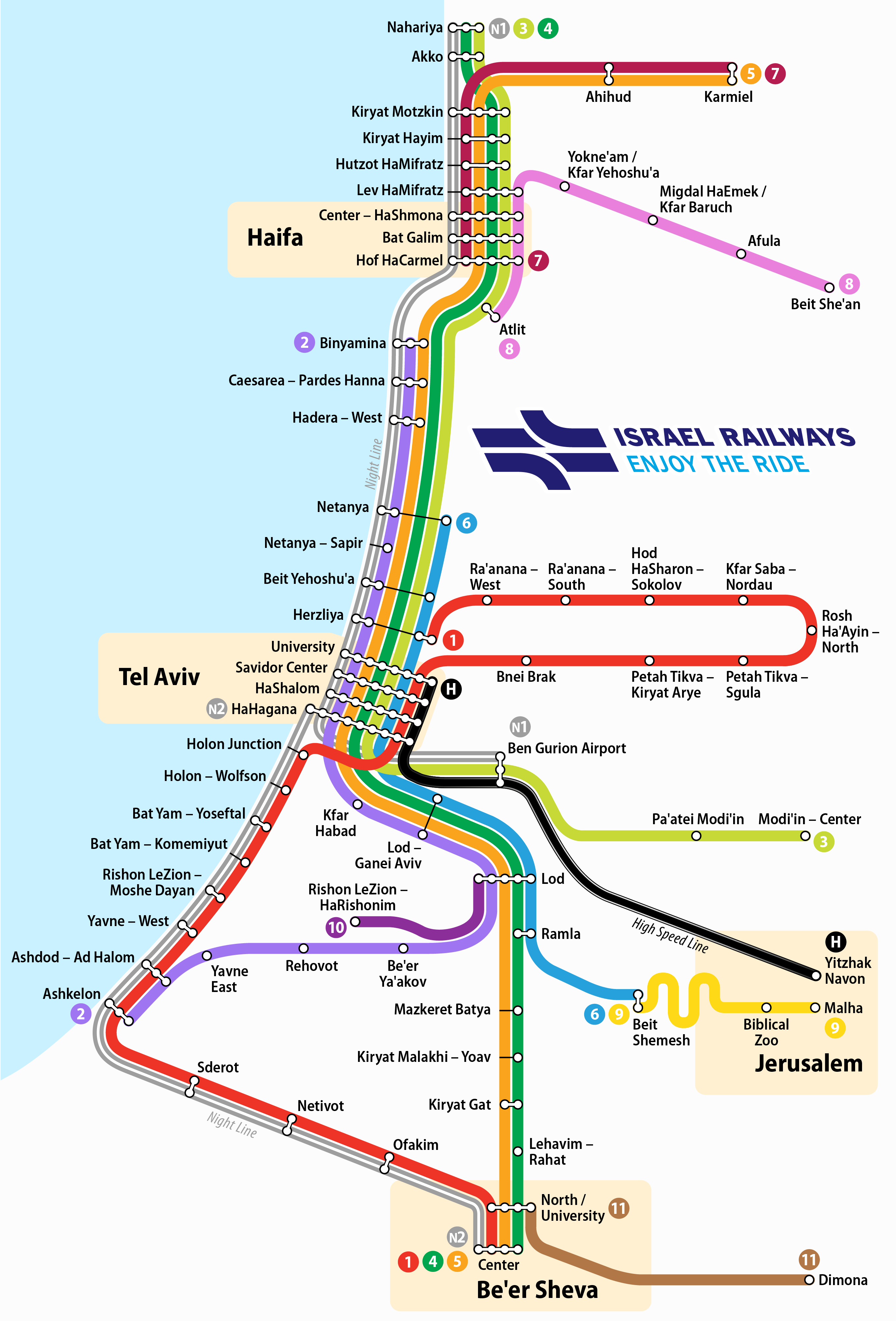
Схема маршрутов

Региональная карта прошлых и настоящих железнодорожных линий

| год  | пассажирские перевозки (млн чел.) | грузовые перевозки (млн т) |
| ---- | --------------------------------- | -------------------------- |
| 1950 | 1,5                               |                            |
| 1960 | 4,4                               |                            |
| 1970 | 4,1                               |                            |
| 1980 | 3,3                               |                            |
| 1990 | 2,5                               | 7                          |
| 1996 | 5,5                               |                            |
| 1997 | 5,6                               |                            |
| 1998 | 6,4                               |                            |
| 1999 | 8,8                               |                            |
| 2000 | 12,7                              | 10                         |
| 2001 | 15,1                              |                            |
| 2002 | 17,5                              |                            |
| 2003 | 19,8                              |                            |
| 2004 | 22,9                              | 8                          |
| 2005 | 26,8                              | 7,5                        |
| 2006 | 28,4                              |                            |
| 2007 | 31,8                              |                            |
| 2008 | 35,1                              |                            |
| 2009 | 35,9                              | 5,7                        |
| 2010 | 35,8                              | 7,0                        |
| 2011 | 35,9                              | 6,2                        |
| 2012 | 40,3                              |                            |
| 2013 | 45,2                              |                            |
| 2014 | 48,4                              |                            |

## История

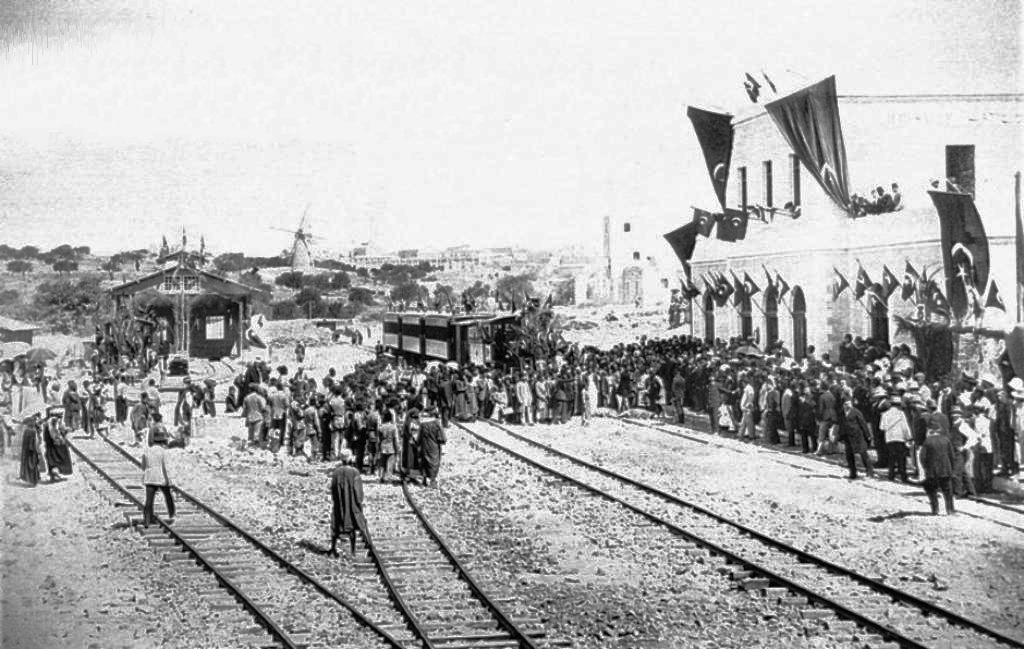
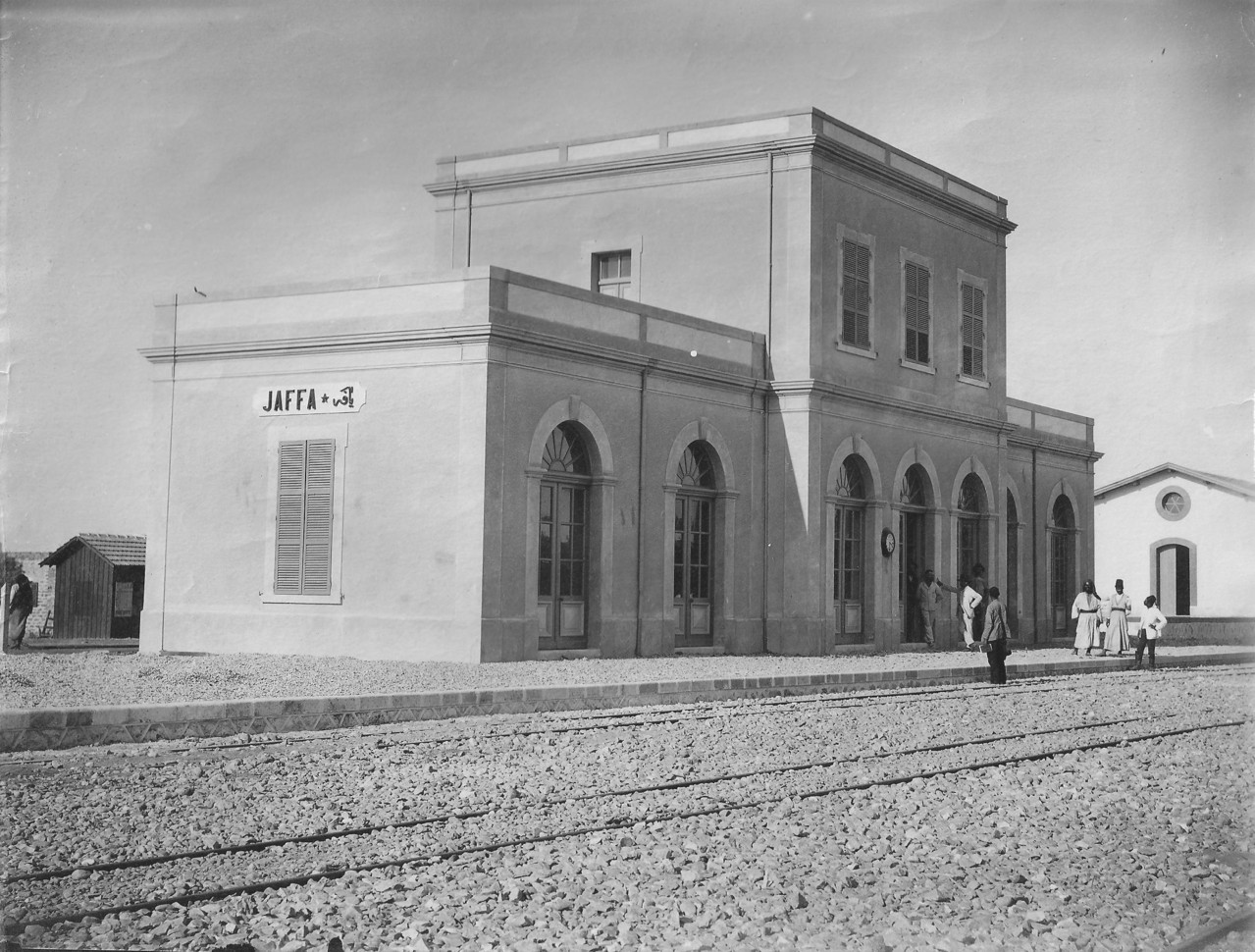
Вокзал в Яффо в 1891 году
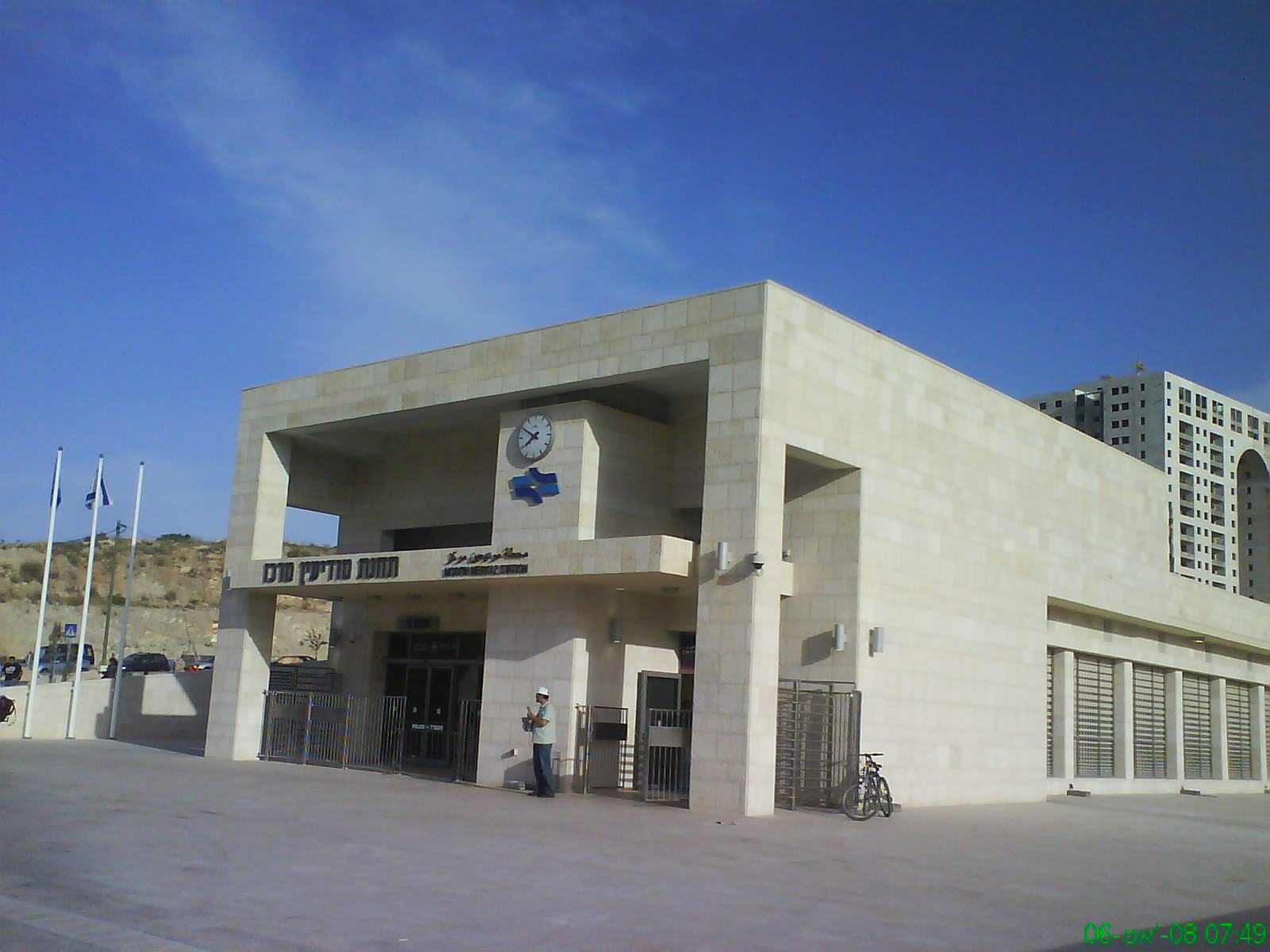
Вокзал в Модиине

Начало железным дорогам на территории Израиля положили британские и турецкие власти в периоды управления территорией. Были проложены ветки из Яффо в Хайфу и Иерусалим.
- 1892 — открыта линия в Иерусалим
- 1915 — открытие турецкой военной линии железной дороги из Афулы в Беэр-Шеву и Синайскую пустыню
- 1948 — война за независимость. Прекращение международного железнодорожного сообщения с Египтом, Ливаном и Сирией
- 1950 — торжественное открытие регулярного пассажирского сообщения между Хайфой, Тель-Авивом и Иерусалимом после Войны за Независимость (путь занимает 4 часа)
- 1954 — открытие станции Тель-Авив Мерказ
- 1965 — открытие линии Беэр-Шева — Димона для грузовых поездов
- 1991 — открыта линия до Реховота. Заказаны новые дизельные локомотивы
- 1992 — составы IC3 — Diesel вышли на линии
- 1996 — открыт остановочный пункт Тель-Авив ха-Шалом
- 1997 — в Испании было закуплено 37 пассажирских вагонов
- 1998 — закрыта на реконструкцию ветка на Иерусалим. Прибыл 21 новый тепловоз из Испании
- сентябрь 2003 — открыт после реконструкции участок до Бейт-Шемеша
- октябрь 2004 — открыт участок Тель-Авив — Аэропорт Бен-Гурион
- апрель 2005 — открыты участки Бейт-Шемеш — Иерусалим Мальха и Ашдод-ад-Халом — Ашкелон
- 17 декабря 2005 — открыт участок Беэр-Шева Цафон — Димона
- 2 сентября 2006 — открыт участок до Кфар-Сабы
- 9 июля 2007 — железнодорожная станция «Хайфа Мерказ» («Хайфа-Центральная») переименована в «Хайфа Мерказ-ха-Шмона» («Хайфа, Центр Восьми»), в память о восьми работниках депо, погибших во время ливанского обстрела Хайфы в 2006 году
- сентябрь 2007 — открыт участок Тель-Авив — Паатей Модиин
- 1 апреля 2008 — открыт участок Паатей Модиин — Модиин Мерказ
- 25 сентября 2011 — открыт участок линии Тель-Авив ха-Хагана — Ришон Лецион Моше Даян
- 25 февраля 2012 — открыт до открытия продолжения на примыкание Плешет тупиковый остановочный пункт Явне Маарав («Западная») на линии, связывающей Од-ха-Шарон с Тель-Авивом, Бат-Ямом, Холоном и Ришон-ле-Ционом
- 24 декабря 2013 — открыты остановочный пункт и техническая станция Сдерот
- 15 февраля 2015 — открыта станция Нетивот
- 19 сентября 2015 — открыта линия Нетивот — Беэр-Шева
- 1 января 2016 — открыта станция Офаким
- 12 января 2016 — открыт пешеходный мост, соединяющий станцию Беэр-Шева Север Университет с центром хай-тек «Гав Ям»
- 16 октября 2016 — открыта линия Хайфа — Бейт-Шеан
- 20 сентября 2017 — открыта линия Хайфа — Кармиэль
- 25 сентября 2018 — открыта скоростная линия Иерусалим — Аэропорт Бен-Гурион
- 21 декабря 2019 — продление скоростной линии Иерусалим — Аэропорт Бен-Гурион до Тель-Авива (станция Савидор Мерказ)
- 21 сентября 2020 — продление скоростной линии Иерусалим — Тель-Авив до станции Герцлия
- 31 марта 2022 — открытие линии Иерусалим — Модиин Мерказ[6]

В марте 2020 года в связи с эпидемией коронавируса были полностью приостановлены пассажирские железнодорожные перевозки. Движение возобновилось частично 22 июня 2020 года, с ограничением в 500 человек на один железнодорожный состав и с требованием заранее приобретать ваучеры на проезд во избежание превышения данного количества пассажиров. Количественные ограничения были сняты 6 мая 2021 года.
В связи с работами по электрификации железнодорожных путей движение поездов между Хайфой и Тель-Авивом приостанавливается в ночное время и в выходные дни. Возвращение к круглосуточному движению поездов по данной магистрали ожидается в январе 2023 г.

## Скоростная магистраль Тель-Авив — Иерусалим
Скоростная и первая полностью электрифицированная линия Тель-Авив — Иерусалим сооружалась более 10 лет. Начало строительства положено в 2005 году, завершено строительство в 2017 году, в 2018 году проведена обкатка новой магистрали. Это государственный проект, который включает двухпутную линию протяжённостью 56 километров, проходящую через аэропорт им. Бен-Гуриона и заканчивающуюся на западе Иерусалима. Наземный вестибюль нового подземного вокзала Ицхак Навон сооружён напротив центрального автовокзала. Трасса имеет 6,5 км мостов и 39,2 км тоннелей, включая самый длинный в Израиле мост (1,2 км) над долиной Аялон. Вокзал в Иерусалиме находится на глубине 80 метров под землёй. Запуск движения по новой линии был запланирован на апрель 2018 года, но был отложен до завершения работ по электрификации указанной линии, расстояние в 56 км между двумя главными городами Израиля поезд по плану должен преодолевать за 28 минут с единственной остановкой в аэропорту Бен-Гурион, развивая скорость до 200 км/ч. В сентябре 2018 года запущено пассажирское движение на электровозной тяге на участке Аэропорт Бен-Гурион — Иерусалим. В декабре 2019 года маршрут указанных поездов продлён до Тель-Авив-Ха-Хагана. В дальнейшем маршрут был продлён до Тель-Авив-Мерказ и, наконец, до Герцлии. Впоследствии на данной линии поезда на электровозной тяге были заменены шестивагонными (и сцепами шестивагонного и четырёхвагонного) электропоездами Desiro HC.

## Планы развития

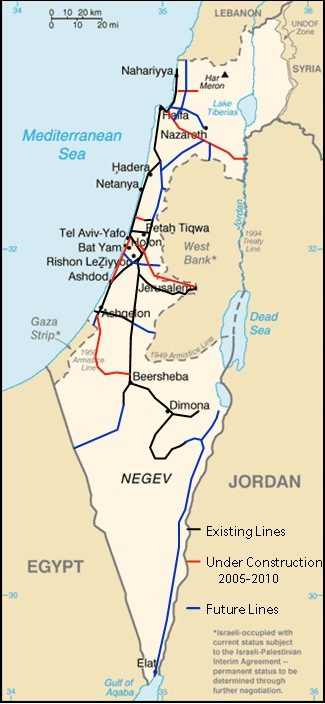
Израильские железные дороги 2005—2010

В последние годы[когда?] «Ракевет Исраэль» интенсивно развивается.
В 2007 году были выделены 300 млн шекелей (71,5 млн $) на строительство линии в Эйлат. На текущий момент недостроенным является участок 200 км при стоимости примерно 1 млн $ за километр пути.
Рассматривается[когда?] электрификация участков Ашкелон — Беэр-Шева, потом Зикрон-Яаков — Хайфа — Нагария с веткой на Кармиэль и Лод — Кирьят-Гат — Беэр-Шева. Электрификация проводится на переменном токе 25 000 В 50 Гц. В качестве электротягового подвижного состава были закуплены для двухэтажных поездов электровозы TRAXX P160AC3 производства Bombardier, впоследствии также четырех- и шестивагонные (частично) двухэтажные электропоезда серии Desiro HC производства Siemens. Перевод же грузового движения на электровозную тягу принципиально не планируется.
- Новая платформа Нешер на линии Хайфа-Восточная — Бейт-Шеан.
- Новая пассажирская остановка на станции Зихрон-Яаков на линии Тель-Авив — Хайфа.
- Укладка второго пути на участке Реховот — Явне — Ашдод.
- Четвёртый путь в Тель-Авиве, на участке Аялон.
- «Восточный путь». Начинается в Лоде и до Хадеры. В дальнейшем — соединение в Афуле с железнодорожным путём на Бейт-Шеан.
- Железная дорога до Эйлата.
- Электрификация ряда железнодорожных участков на пассажирское сообщение.
- К 2025 году планируется запуск системы «трамвай-поезд», соединяющей Хайфу с Назаретом.

В июле 2023 года был обнародован план строительства до 2040 года скоростной железнодорожной линии от Кирьят-Шмоны в Эйлат, то есть, от самого северного города страны до самого южного. Скорость поездов, курсирующих по ней, должна составить 250 км в час. На первом этапе правительство выделит 70 млн шекелей на проектные работы.

## Оплата проезда
Начиная с сентября 2012 года можно использовать смарт-карту «Рав-Кав», пополнив в автомате содержимое её памяти необходимым проездным билетом или суммой, необходимой для проезда до нужной станции. Оплата также принимается через мобильные приложения  с привязанной магнитной картой, установленные на мобильный телефон.

### Компенсационные билеты
В случае опоздания поезда на 30 и более минут пассажир получает право на 1 бесплатную поездку между теми же пунктами назначения, а если опоздание на 1 час и более — на 2 поездки. Для получения такого билета следует обратиться к начальнику станции назначения, предъявив билет на поездку с соответствующим опозданием (можно обратиться спустя несколько дней). Также компенсация может быть начислена автоматически в течение двух суток при установке Рав-Кава в слот билетного автомата на железнодорожной станции.

### Билеты с резервированием места
Помимо обычного билета, пассажир мог приобрести за дополнительную плату 5 шекелей билет с резервированием места в специальном вагоне, обычно это был самый «северный» вагон поезда (ивр. «карон шамур»). Пассажиры без такого билета в этот вагон не допускались. В этом вагоне требовалось соблюдать тишину. Такая возможность имелась только на междугородних поездах. В воскресенье утром, в августе, а также в будние дни праздничного периода (ивр. «холь ха-моэд») такие билеты не продавались.
В настоящий момент услуга резервирования мест не предоставляется.

## Алфавитный список станций

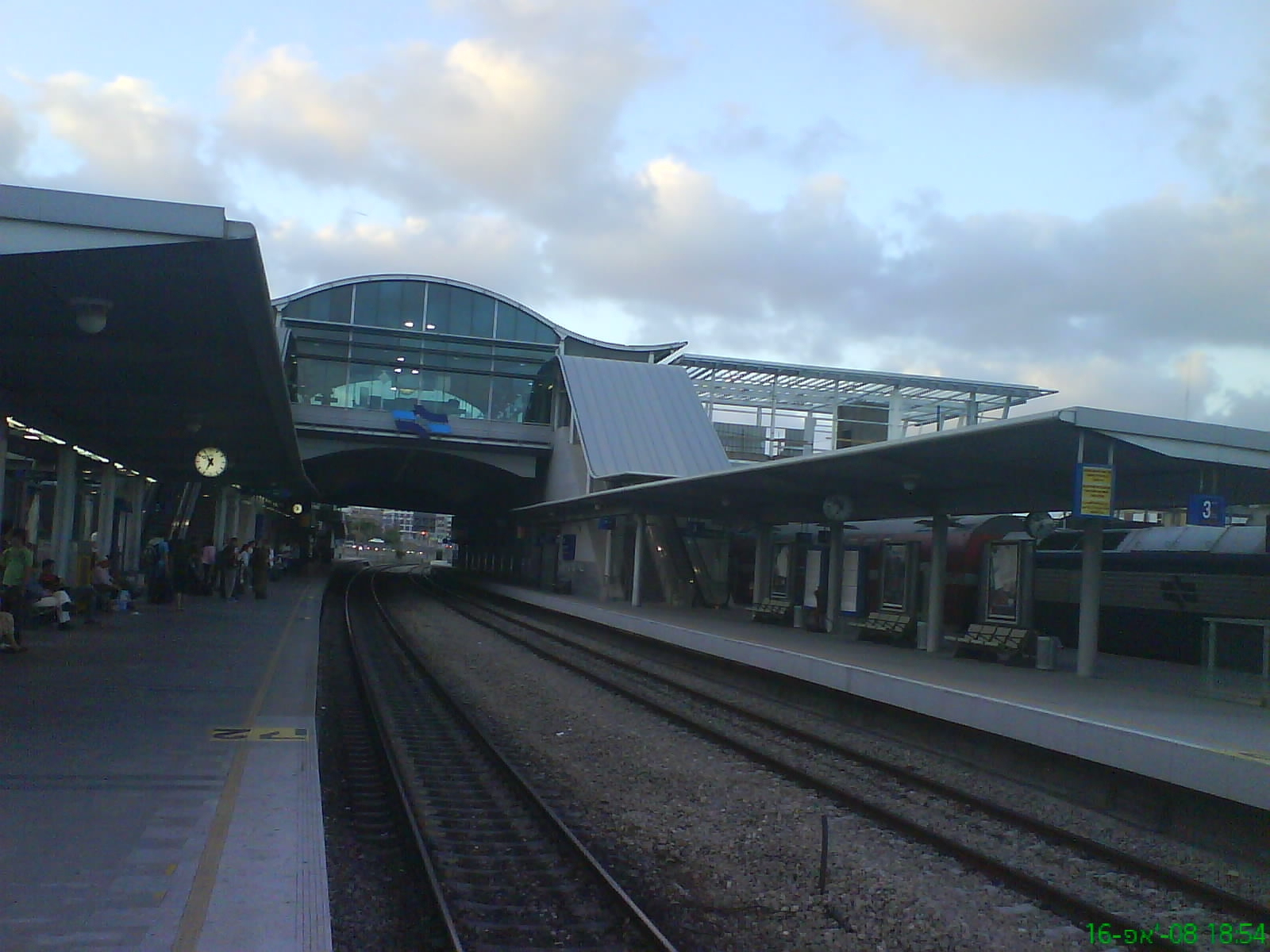
Остановочный пункт Тель-Авив-Ха-Хагана

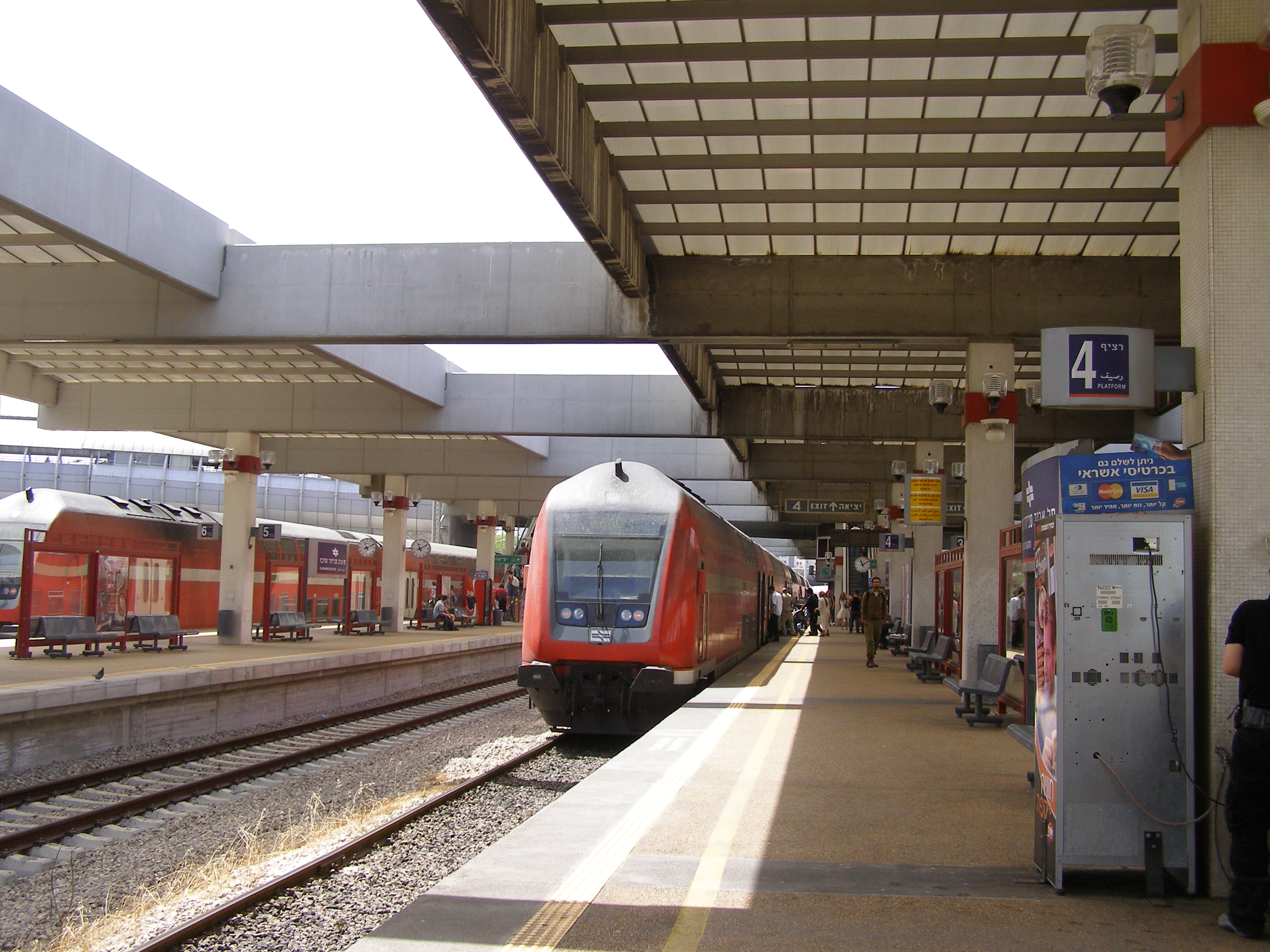
Станция Тель-Авив-Мерказ («Савидор»)

- Акко[ивр.]
- Атлит[ивр.]
- Афула[ивр.]
- Ахихуд[ивр.]
- Ашдод — Ад-Халом[ивр.]
- Ашкелон[ивр.]
- Аэропорт имени Бен-Гуриона
- Бат-Ям — Йосефталь[ивр.]
- Бат-Ям — Комемиют[ивр.]
- Беэр-Шева — Мерказ («Центральная»)
- Беэр-Шева Север/Университет[ивр.]*
- Беэр-Яаков[ивр.]
- Бейт-Иехошуа[ивр.]
- Бейт-Шеан[ивр.]
- Бейт-Шемеш[ивр.]
- Биньямина[ивр.]
- Бней-Брак — Рамат-ха-Хаяль[ивр.]
- Герцлия[ивр.]
- Димона[ивр.]
- Иерусалим — Ицхак Навон
- Иерусалим — Малха
- Танахический (Библейский) зоопарк
- Йокнеам — Кфар-Йехошуа[ивр.]
- Кармиэль[ивр.]
- Кейсария — Пардес-Хана[ивр.]
- Кирьят-Малахи — Йоав[ивр.]
- Кирьят-Гат[ивр.]
- Кирьят-Моцкин[ивр.]
- Кирьят-Хаим[ивр.]
- Кфар-Саба — Нордау[ивр.]
- Кфар-Хабад[ивр.]
- Лехавим — Рахат[ивр.]
- Лод — Ганей-Авив[ивр.]
- Лод
- Мазкерет-Батья[ивр.]
- Мерказит ха-Мифрац[ивр.]
- Мигдаль-ха-Эмек — Кфар-Барух[ивр.]
- Нагария[ивр.]
- Нетания[ивр.]
- Нетания — Сапир[ивр.]
- Нетивот[ивр.]
- Паатей Модиин[ивр.]
- Модиин — Мерказ («Центральная»)
- Ход-ха-Шарон — Соколов[ивр.]
- Офаким[ивр.]
- Петах-Тиква — Кирьят-Арье[ивр.]
- Петах-Тиква — Сгула[ивр.]
- Раанана — Маарав[ивр.] («Западная»)
- Раанана — Даром[ивр.] («Южная»)
- Рамла[ивр.]
- Реховот[ивр.]
- Ришон-ле-Цион — Моше Даян[ивр.]
- Ришон-ле-Цион — Ха-Ришоним[ивр.]
- Рош-ха-Аин — Цафон[ивр.]
- Рош-ха-Аин — Даром[ивр.]
- Сдерот[ивр.]
- Тель-Авив — Савидор Мерказ
- Тель-Авив — Университет
- Тель-Авив — Ха-Шалом
- Тель-Авив — Ха-Хагана
- Хадера — Маарав[ивр.] («Западная»)
- Хайфа — Бат-Галим[ивр.]
- Хайфа — Хоф-ха-Кармель[ивр.]
- Хайфа — Лев ха-Мифрац
- Хайфа Мерказ — ха-Шмона
- Холон — Вольфсон[ивр.]
- Перекрёсток Холон[ивр.]
- Хуцот ха-Мифрац[ивр.]
- Явне — Мизрах[ивр.] («Восточная»)
- Явне — Маарав[ивр.] («Западная»)

## Пассажирский подвижной состав

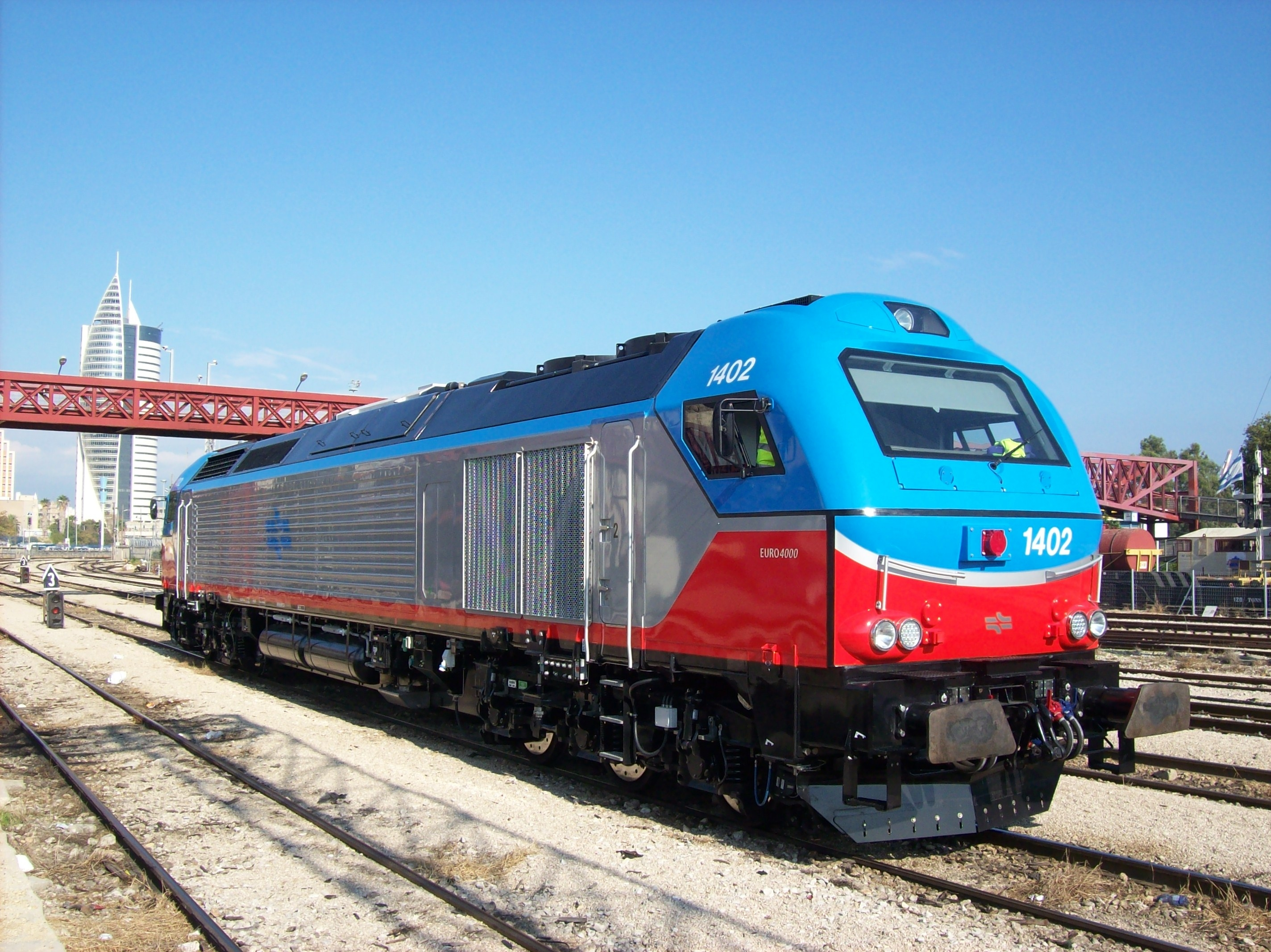
Тепловоз Vossloh EURO 4000

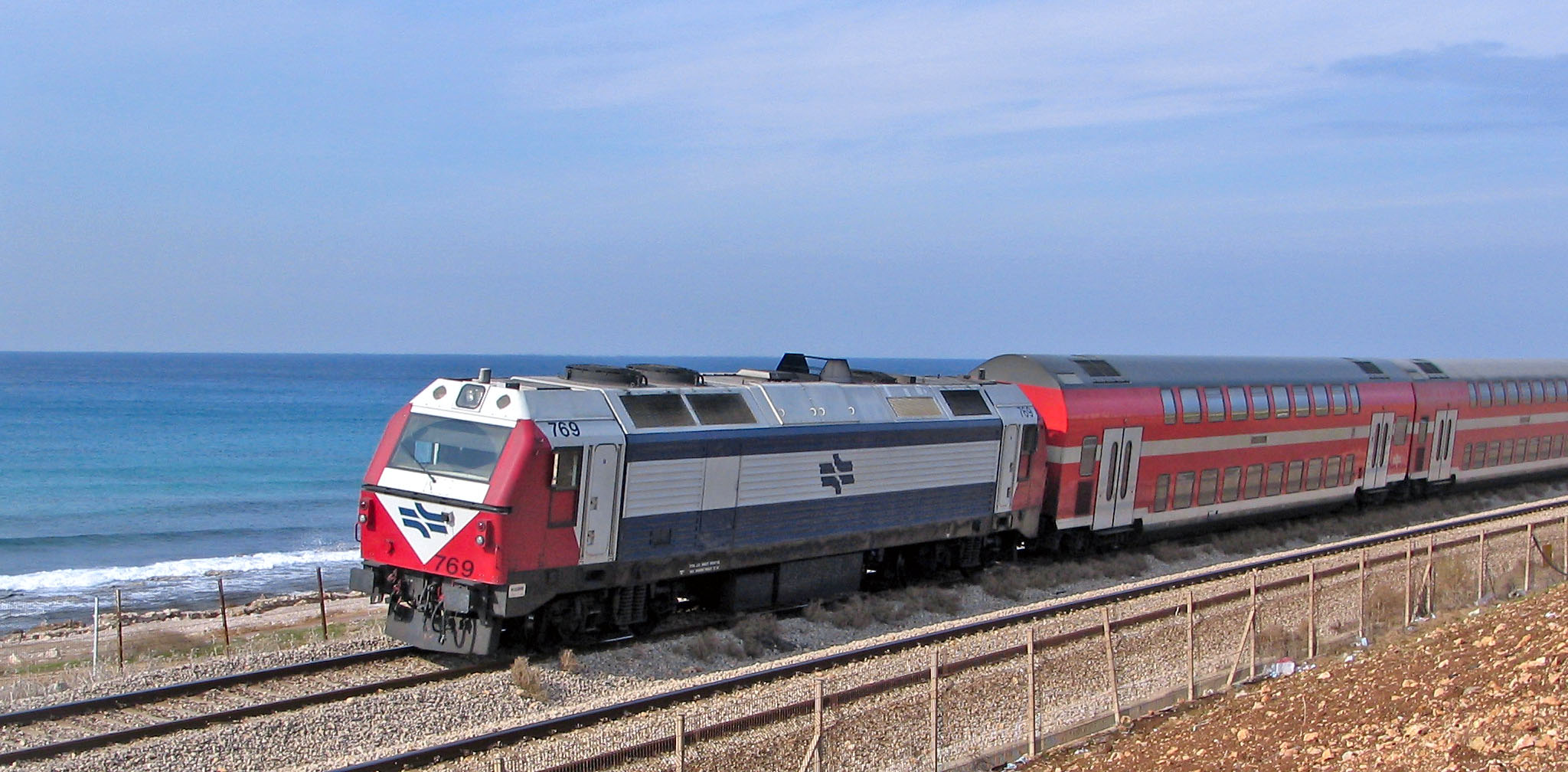
Тепловоз JT42BW-769 с поездом «Бомбардье», Хайфа, Израиль

На железных дорогах Израиля преимущественно используются составы из двухэтажных вагонов «Бомбардье» (147 единиц), а также 48 систем датских дизель-поездов IC3 производства ABB Scandia. Также эксплуатируются составы GEC Alsthom (обращаются на маршруте Атлит — Хайфа — Бейт-Шеан) и низкопольные составы Viaggio Light немецкого концерна «Siemens» (обращаются на маршруте Нетания — Тель-Авив — Бейт-Шемеш). Тяга вагонных составов осуществляется 37 тепловозами Alstom JT42BW. C 2011 года начали эксплуатироваться также новые грузопассажирские тепловозы Vossloh EURO 4000 и пассажирские тепловозы Vossloh EURO 3200. Закуплены электровозы TRAXX P160AC3 производства Bombardier (водят электровозы двухэтажные составы, в перспективе также намечаются на вождение составов Viaggio Light) и произведена также закупка частично двухэтажных четырёх- и шестивагонных электропоездов серии Desiro HC производства Siemens. Интересной особенностью израильских поездов является то, что при обороте поезда на конечной станции локомотив не перегоняется в голову состава. Таким образом тепловоз или электровоз может тянуть или толкать состав на протяжении всего маршрута. Управление локомотивом осуществляется или из его кабины, или дистанционно с поста управления в голове поезда.

## Аварии (список неполный)
- 1972 год — поезд врезался в военный грузовик, в результате чего погибли 18 военнослужащих.
- 11 июня 1985 года — поезд врезался в автобус, перевозивший школьников, в результате чего погибли 19 детей и 3 взрослых, неподалёку от мошава Ха-Баним.
- 21 июня 2005 года — В районе переезда Ревадим неподалёку от Кирьят-Малахи пассажирский поезд, следовавший из Хайфы в Беэр-Шеву, врезался в грузовую автомашину. В результате столкновения сошли с рельсов несколько вагонов, погибли 7 и были ранены 180 человек.
- 12 июня 2006 года — В районе Бейт-Йегошуа возле Нетании поезд, следовавший из Тель-Авива в Хайфу, столкнулся с грузовиком. В результате столкновения поезд сошёл с рельсов и несколько вагонов перевернулось. В результате этой катастрофы погибли 5 человек, 99 получили ранения.
- 31 декабря 2006 года — В районе города Бейт-Шемеш пассажирский поезд, следовавший из Иерусалима в Тель-Авив, врезался в трактор. В результате столкновения пострадали свыше 30 человек[14]
- 28 декабря 2010 года — В районе станции Бейт-Йегошуа в поезде, следовавшем из Нагарии в Тель-Авив, произошёл пожар. Пострадало около 120 человек[15]
- 7 апреля 2011 года — В 9:25 возле станции Нетания столкнулись два поезда встречных направлений, двигавшихся по одному пути, пострадало около 70 человек. Движение на линии Тель-Авив — Хайфа приостановлено до вечера субботы[16]
- 14 декабря 2013 года — В связи с полным блокированием автомобильных дорог вокруг Иерусалима (из-за снежных завалов и затоплений от урагана «Алекса») впервые в истории Израиля Министерство транспорта приняло решение о движении бесплатных поездов в шаббат в 11:00 и 14:00 из Иерусалима со станции «Мальха» через Бейт-Шемеш, Лод, «Савидор Мерказ» в Тель-Авиве, Нетанию, Биньямину до хайфского вокзала «Хоф Ха-Кармель»[17].